# Sloupový kostel v Nore
Dřevěný sloupový kostel v Nore (norsky Nore stavkirke) je menší, ale velmi cenný sloupový kostel z 12. století (podle dendrochronologického datování vzorků dřeva byl postaven asi 1167), který se nachází ve vesnici Nore, v municipalitě Nore og Uvdal, v tradičním regionu Numedal, v kraji Buskerud v jihovýchodním Norsku.

## Architektonický styl

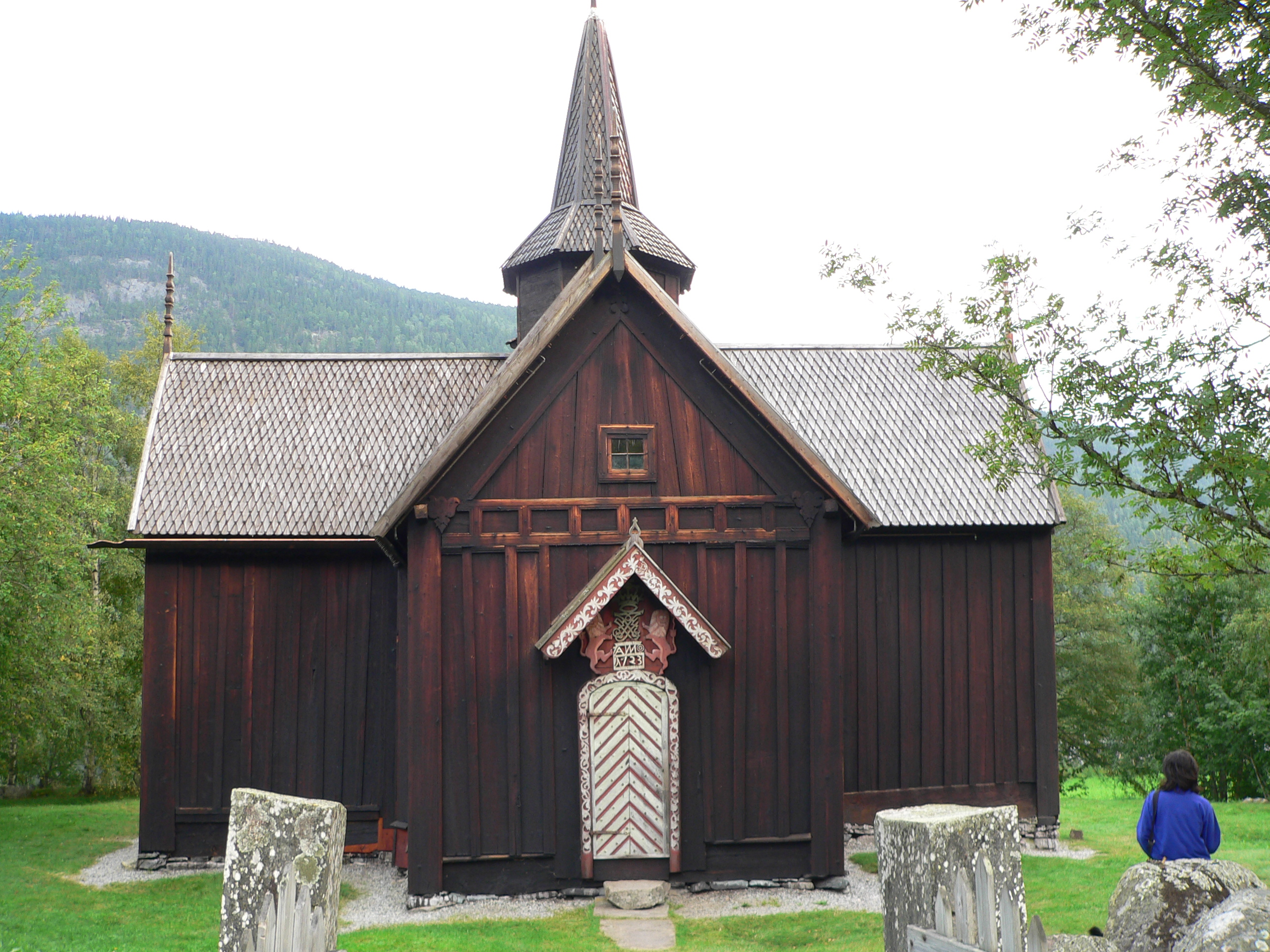
Sloupový kostel v roce 2005.

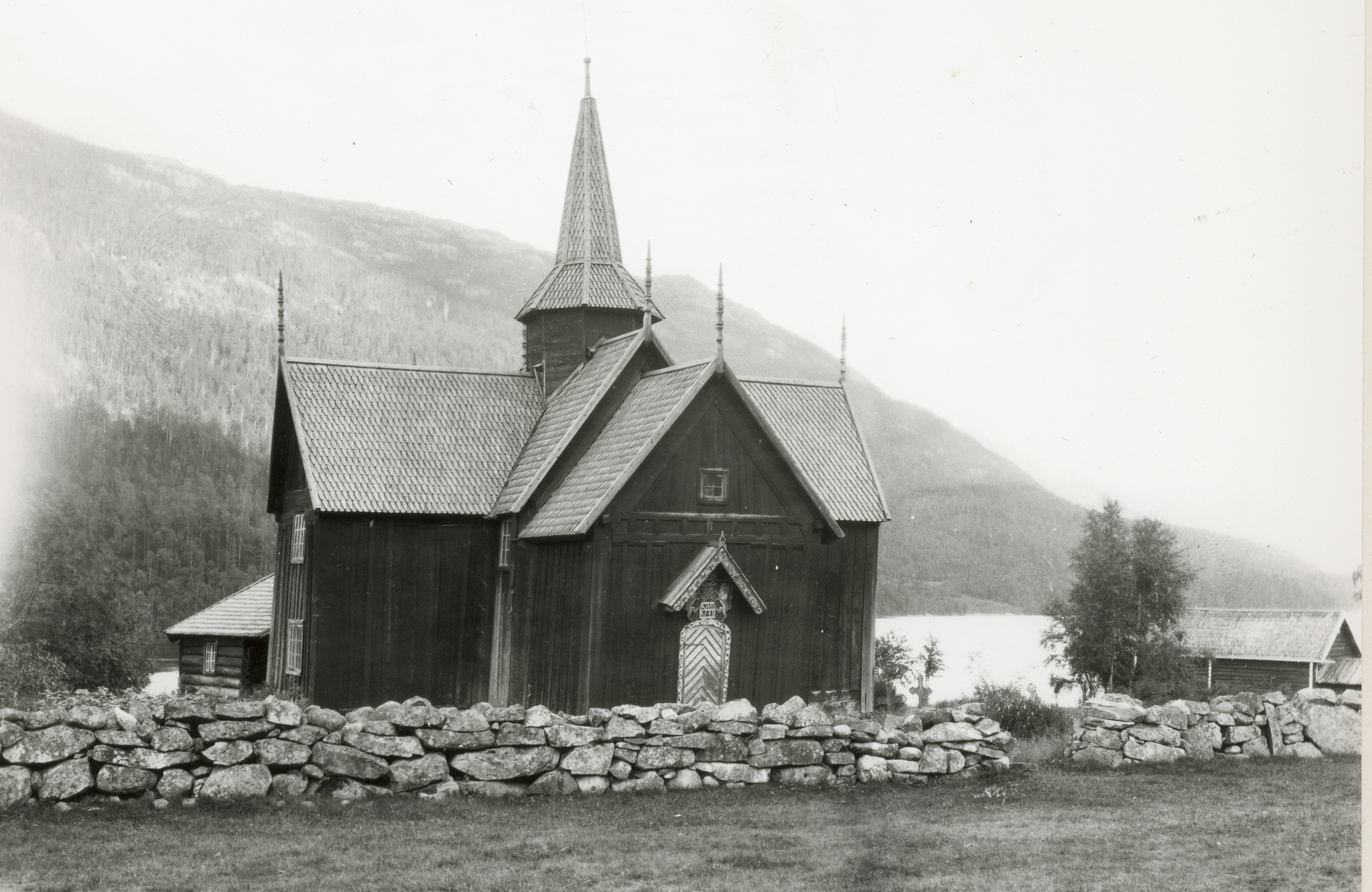
Dobová fotografie z roku 1931.

Kostel byl postaven ve 12. století (podle dendrochronologického datování vzorků dřeva to bylo po roce 1167) a nachází se jižně od centra vesnice Nore. Kostel byl postaven s galeriemi, kněžištěm a křížovými loděmi, což je architektonický styl, který byl v té době v Evropě ojedinělý: patří mezi charakteristické kostelní stavby tzv. numedalského typu. 
Kostel má centrální sloup, který byl původně oporou pro věž, v níž se nejspíše nacházely kostelní zvony. Výzdoba kostela pochází z různých období. Kostel je vyzdoben středověkými dřevořezbami v podobě listů révy vinné a postav zvířat, zejména draků a lidožravých lvů. Dále v něm najdete nástěnné malby, které vznikly někdy mezi roky 1600 a 1700. Mezi nástěnnými malbami, které zdobí stěny a strop, jsou výjevy z Bible ztvárněné jako hádanky. 
Kostel později prošel několika stavebními úpravami, ale zachovalo se mnoho původních částí. Kněžiště bylo vyměněno v roce 1683 a špička lodi v první polovině 18. století. V roce 1730 dostal kostel novou střechu. V roce 1880 byl dokončen nový zděný kostel (Nore kirke), jehož plány navrhl Jacob Wilhelm Nordan (norský architekt narozený v Dánsku, podle jehož plánů v 19. století vznikla řada kostelů).

## Památková ochrana
Původním záměrem bylo dřevěný kostel poté zbourat, protože byl ve velmi špatném stavu. Kostel ale zachránil historik umění, profesor dějin umění a spisovatel Lorentz Dietrichson. V roce 1888 se dočasně stal jeho majitelem. V roce 1890 byl kostel předán Společnosti pro ochranu starých norských památek (Fortidsminneforeningen), o jejíž založení se profesor zasloužil a která již vlastnila také sloupový kostel v nedalekém Uvdalu (Uvdal stavkirke). Komplexní oprava kostela byla provedena v roce 1927.